# Prevención de enfermedades

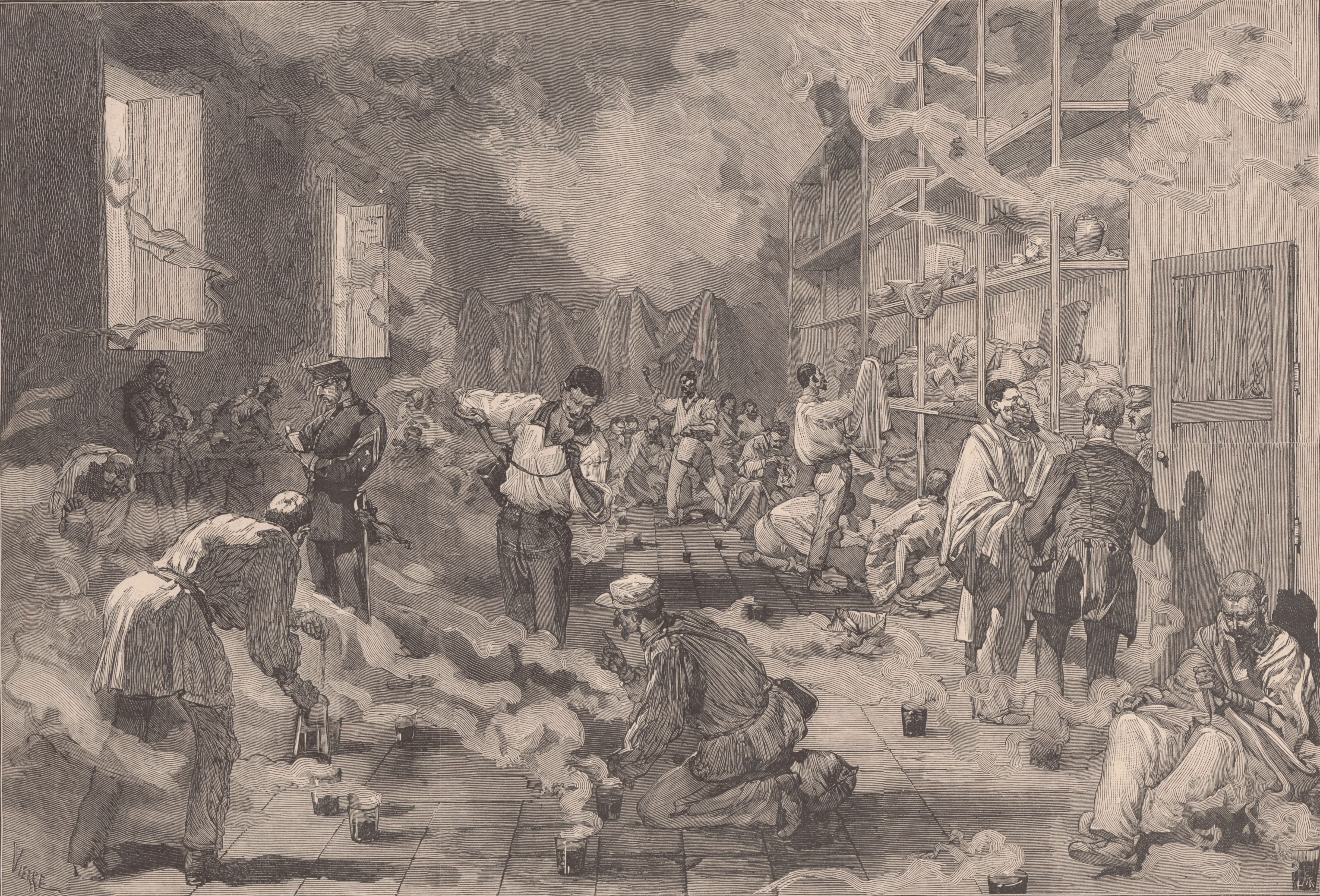
Fumigaciones realizadas en Leganés (España) en las dependencias de las tropas españolas retornadas de Cuba para evitar la propagación de la fiebre amarilla.

La prevención de enfermedades en la salud humana es el conjunto de medidas necesarias para evitar el desarrollo o progreso de enfermedades. A nivel asistencial se aplica desde la atención primaria hasta la especializada, englobando el Programa de Actividades Preventivas y de Promoción de la Salud (PAPPS) de medicina de familia o los Servicios de Prevención Ajenos de medicina del trabajo, hasta las políticas de promoción de la salud, vacunación y cribado poblacional de medicina preventiva y salud pública. Permite una mejora en cuanto al estado de salud de una población, la prevención de enfermedades está estrechamente relacionada con la Salud, al igual que con diagnósticos y la trata de enfermedades a tiempo para así evitar secuelas.

## Tipos de prevención
| Tipos de prevención | Tipos de prevención | Tipos de prevención | Visión del médico                                             | Visión del médico                                            |
| Tipos de prevención | Tipos de prevención | Tipos de prevención | Enfermedad                                                    |                                                              |
| Tipos de prevención | Tipos de prevención | Tipos de prevención | ausente                                                       | presente                                                     |
| Visión del paciente | Enfermar            | ausente             | Prevención primaria (enfermar ausente enfermedad ausente)     | Prevención secundaria (enfermar ausente enfermedad presente) |
| Visión del paciente | Enfermar            | presente            | Prevención cuaternaria (enfermar presente enfermedad ausente) | Prevención terciaria (enfermar presente enfermedad presente) |

### Prevención primaria
Son un conjunto de actividades que se realizan tanto por los gobiernos como por el personal sanitario antes de que aparezca una determinada enfermedad. Comprende:
1. La promoción de la salud, que es el fomento y defensa de la salud de la población mediante acciones que inciden sobre los individuos de una comunidad, como por ejemplo las campañas antitabaco para prevenir el cáncer de pulmón y otras enfermedades asociadas al tabaco.
2. La protección específica de la salud como por ejemplo la sanidad ambiental y la higiene alimentaria. Las actividades de promoción y protección de la salud que inciden sobre el medio ambiente no las ejecuta el personal médico ni de enfermería, sino otros profesionales de la salud pública, mientras que la vacunación sí son llevadas a cabo por personal médico y de enfermería.
3. La quimioprofilaxis, que consiste en la administración de fármacos para prevenir enfermedades, como por ejemplo la administración de estrógenos en mujeres menopáusicas para prevenir la osteoporosis.

Según la OMS, uno de los instrumentos de la promoción de la salud y de la acción preventiva es la educación para la salud, que aborda además de la transmisión de la información, el fomento de la motivación, las habilidades personales y la autoestima, necesarias para adoptar medidas destinadas a mejorar la salud. La educación para la salud incluye no sólo la información relativa a las condiciones sociales, económicas y ambientales subyacentes que influyen en la salud, sino también la que se refiere a los factores y comportamientos de riesgo, además del uso del sistema de asistencia sanitario.

### Prevención secundaria
También se denomina diagnóstico precoz, cribado, o screening. Un programa de detección precoz es un programa epidemiológico de aplicación sistemática o universal, para detectar enfermedades en una población determinada y asintomática, una enfermedad grave en fase inicial o precoz, con el objetivo de disminuir la tasa de mortalidad y puede estar asociada a un tratamiento eficaz o curativo.
La prevención secundaria se basa en los cribados poblacionales y para aplicar estos han de darse unas condiciones predeterminadas definidas en 1975 por Frame y Carlson para justificar el screening de una patología. 
1. Que la enfermedad represente un problema de salud importante con un marcado efecto en la calidad y duración del tiempo de vida.
2. Que la enfermedad tenga una etapa inicial asintomática prolongada y se conozca su historia natural.
3. Que se disponga de un tratamiento eficaz y aceptado por la población en caso de encontrar la enfermedad en estado inicial.
4. Que se disponga de una prueba de cribado rápida, segura, fácil de realizar, con alta sensibilidad, especificidad, alto valor predictivo positivo, y bien aceptada por médicos y pacientes.
5. Que la prueba de cribado tenga una buena relación coste-efectividad.
6. Que la detección precoz de la enfermedad y su tratamiento en el periodo asintomático disminuya la morbilidad y mortalidad global.

### Prevención terciaria
Es el restablecimiento de la salud una vez que ha aparecido la enfermedad. Es aplicar un tratamiento para intentar curar o paliar una enfermedad o unos síntomas determinados. El restablecimiento de la salud se realiza tanto en atención primaria como en atención hospitalaria.

### Prevención cuaternaria
Es el conjunto de actividades sanitarias que atenúan o evitan las consecuencias de las intervenciones innecesarias o excesivas del sistema sanitario.
Son «las acciones que se toman para identificar a los pacientes en riesgo de sobretratamiento, para protegerlos de nuevas intervenciones médicas y para sugerirles alternativas éticamente aceptables». Concepto acuñado por el médico general belga Marc Jamoulle y recogido en el Diccionario de medicina general y de familia de la WONCA.

## Precauciones sobre la prevención
- Las expectativas sobre las posibilidades de la prevención, a veces, son excesivas.[4]

- En muchos casos “más vale prevenir que curar”.

- Toda actividad preventiva tiene efectos adversos. Es un error creer que es inocua la prevención.

- La prevención sin límites se ha convertido en un peligro para la salud pública.

- La prevención contribuye a la medicalización de la sociedad.[5]

- Ante la prevención conviene la prudencia. Al igual que con el diagnóstico, el tratamiento o la rehabilitación.[6]